# 國姓鄉

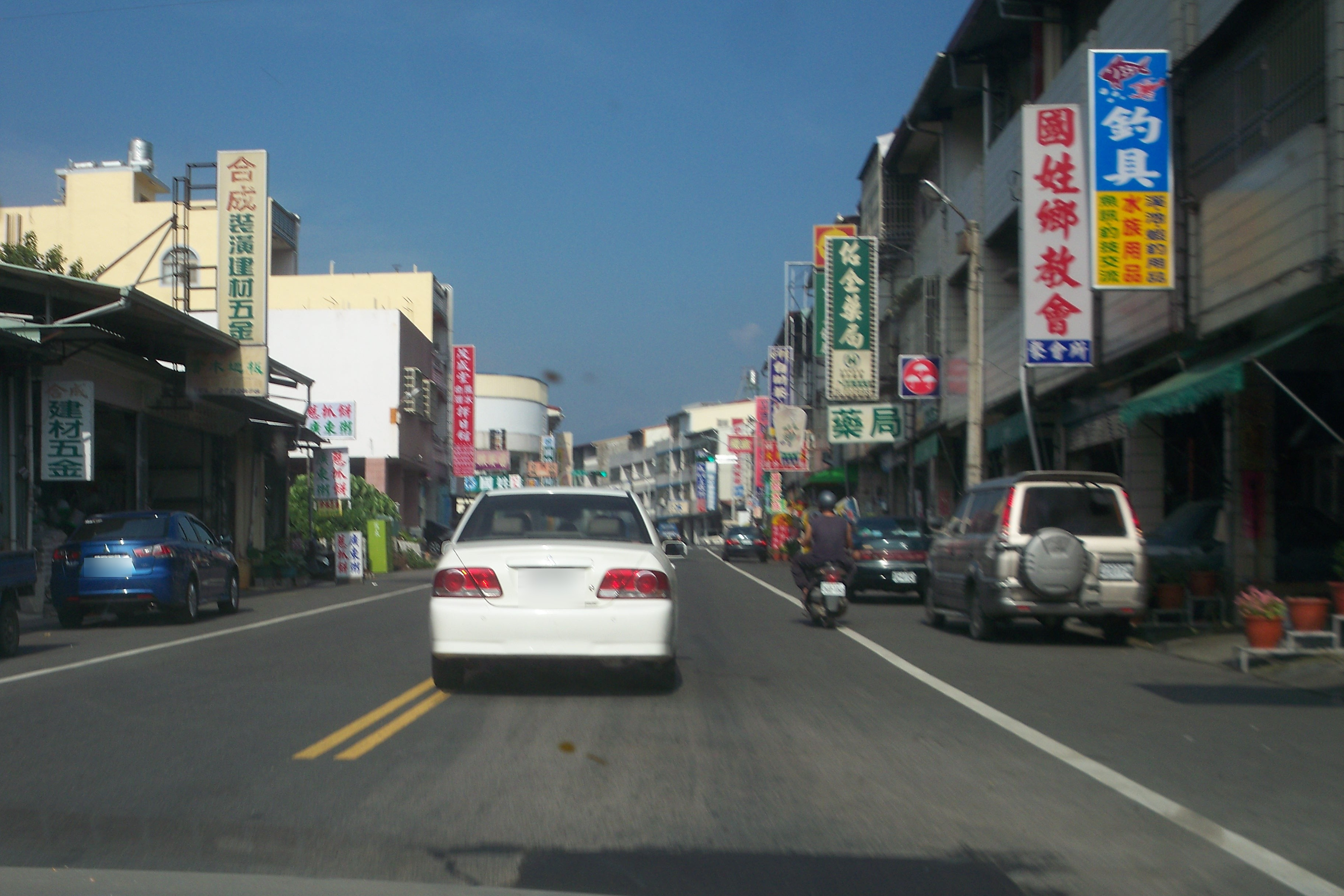
國姓市區

國姓鄉（臺灣客家語四縣腔：guedˋ xiang hiongˊ；海陸腔：gued siangˇ hiongˋ；大埔腔：guad^ siangˋ hiong+），舊稱「國姓埔」，位於臺灣南投縣西北部，北臨臺中市新社區、和平區，東北鄰仁愛鄉，東鄰埔里鎮，南接魚池鄉、水里鄉，西側由南到北分別與中寮鄉、草屯鎮、臺中市霧峰區、太平區相鄰。境內居民以客家人為主（約佔七成），為南投縣最大的客家聚落。

## 歷史
在漢墾移民尚未至此前，只有當時活躍在此區的「大肚番」在烏溪對岸活動。明鄭時期，鄭成功的左武衛劉國軒，率兵沿著烏溪往深山攻打「大肚番」，直到國姓一帶才停止並就地墾荒，並將駐營處稱為「國姓埔」。
清治時期咸豐年間，漢人陸續遷入埔里、國姓附近。光緒4年（1878年），台灣巡撫劉銘傳特給與霧峰林家林朝棟「林合」墾契，讓他在中路（今八通關古道）沿山招佃墾耕，並專賣全台樟腦，林為了保護腦丁，從東勢角（今臺中市東勢區）的馬鞍嶺至埔里社大坪頂之間闢設官道（同日治時期的台中隘勇線），沿途設碉壘柵並駐紮軍隊，吸引東勢客家人，從新社沿著官道進入國姓地區開發。
台灣日治時期初，陸續隸屬於臺灣民政支部、臺中縣。1901年（明治34年），台灣總督府將台灣改為「二十廳」，南投廳成立後，國姓轄區隸屬於埔里社支廳北港溪堡與部份的埔里社堡。1920年9月，實施州廳制，國姓屬臺中州能高郡。國姓庄轄國姓、北港溪、水長流、墘溝、龜子頭、柑子林、北山坑等7個大字。1932年9月，東勢郡蕃地（今臺中市和平區）南勢社的一部分（今屬長福村）及大屯郡太平（今臺中市太平區）的一部分（今屬乾溝村）編入國姓庄:161。
戰後1945年，中華民國政府接管臺灣，地方行政改為縣市鄉鎮制，行政區劃改為臺中縣能高區國姓鄉，下轄國姓村、石門村、大旗村、長流村、北港村、柑林村、福龜村、乾溝村、大石村、北山村、南港村等11個村。1950年10月，行政區域調整，新設南投縣，裁撤區署，國姓鄉改隸南投縣。1963年10月1日，長流村以水流東溪、盛興溪為界，新析出長福村。1976年12月1日，長福村再以水長流溪為界，新分出長豐村，國姓鄉的行政區劃改為13個村:53。

## 地理

### 地形
國姓鄉位於南投縣西北部:83，中央山脈西部衝上斷層山地西側:5，北毗臺中市新社、和平兩區，西鄰草屯鎮與臺中市太平、霧峰兩區，東臨仁愛鄉、埔里鎮，南接中寮、水里、魚池三鄉。全境地形狹長，主要有山地、丘陵地、溪流、河岸沖積地與河階小平地等地形，四面群山圍繞，鄉境內中央地區地勢較低:83。整體僅有溪流兩畔部分沖積地較為平坦，形成平地與丘陵，其餘因受河川侵蝕切割影響，地勢起伏較為陡急，海拔高度介於200至1,206公尺之間，少數山峰海拔高於1,000公尺:5:83。

### 人口
根據南投縣政府民政處統計，2024年底國姓鄉戶數約7千戶，人口約1.6萬人，鄉內人口最多與最少的村分別是石門村與大石村，2024年底兩村人口分別為1,873人與671人；人口密度最高與最低的村分別是國姓村與南港村，2024年底兩村人口密度分別為每平方公里176人與43人。國姓鄉和南投縣其他地區相同，面臨人口外流、人口老化與少子化的問題，2010年底時國姓鄉尚有20,668人，至2020年底時已下滑至17,965人。而在年齡構成中，2024年底國姓鄉有6.24%是0至14歲人口，68.19%是15至64歲人口，25.57%則是65歲以上人口，老化指數約為409.64%，是南投縣幼年人口佔比最低的行政區。

## 政治

### 歷任首長
鄉長
| 任次 | 姓名   | 備註 |
| ---- | ------ | ---- |
| 1    | 張登貴 |      |
| 2    | 張登貴 |      |
| 3    | 張登貴 |      |
| 4    | 何連   |      |
| 5    | 彭富順 |      |
| 6    | 陳元豐 | 過世 |
| 6    | 鐘金炎 | 代理 |
| 7    | 鍾勝義 |      |
| 8    | 鍾勝義 |      |
| 9    | 謝雙和 |      |
| 10   | 謝雙和 |      |
| 11   | 莫健明 |      |
| 12   | 莫健明 |      |
| 13   | 李增全 |      |
| 14   | 李增全 |      |
| 15   | 林福峯 |      |
| 16   | 林福峯 |      |
| 17   | 丘埔生 |      |
| 18   | 丘埔生 |      |
| 19   | 邱美玲 | 現任 |

### 鄉政組織
國姓鄉公所是國姓鄉最高層級的地方行政機關，在中華民國政府架構中為鄉自治的行政機關，同時負責執行縣政府及中央機關委辦事項，國姓鄉的自治監督機關為南投縣政府。鄉長由全體鄉民直接選舉產生，任期為四年，可連選連任一次。國姓鄉公所並置鄉政會議，為鄉政最高決策機構，在鄉長之下，設有5課3室等8個內部單位及3個附屬機關。
國姓鄉民代表會是國姓鄉的最高民意機關，代表國姓鄉全體鄉民立法和監察鄉政。鄉民代表由公民直選選出，任期為四年，可連選連任。國姓鄉民代表會共有11位鄉民代表，分別為第一選區2席鄉民代表、第二選區4席鄉民代表、第三選區2席鄉民代表、第四選區3席鄉民代表，主席、副主席由11位鄉民代表互選產生。

### 行政區

1 長豐村，2 長福村，3 北港村，4 長流村，5 石門村，6 大旗村，7 國姓村，8 乾溝村，9 福龜村，10 柑林村，11 大石村，12 北山村，13 南港村

現今國姓鄉行政範圍的確立，來自於1920年，日本將臺灣十二廳改為五州二廳，設國姓庄屬臺中州能高郡:202。國姓轄國姓、北港溪、水長流、墘溝、龜子頭、柑子林、北山坑等7個大字:748。1946年，改為「國姓鄉」，屬臺中縣能高區:209、215。1950年，調整行政區域，國姓鄉改隸新成立的南投縣:209。國姓鄉的行政區劃轄有國姓村、石門村、大旗村、長流村、長豐村、長福村、北港村、乾溝村、福龜村、柑林村、大石村、北山村、南港村等13個村:1，共計159鄰。

## 節慶活動
- 國姓鹿神祭
- 國姓搶成功 （页面存档备份，存于）

## 教育

### 國民中學
1956年9月4日，成立國姓初級中學。1968年，實施九年國民義務教育，國姓初級中學改制為國姓國民中學:505。1969年12月9日，成立北山國民中學:510。1975年8月1日，成立國姓國民中學北梅分部:505－506、513。1979年8月1日，國姓國民中學北梅分部獨立為北梅國民中學:506、513。

### 國民小學
- 南投縣國姓鄉國姓國民小學
- 南投縣國姓鄉北山國民小學
- 南投縣國姓鄉長流國民小學
- 南投縣國姓鄉福龜國民小學
- 南投縣國姓鄉北港國民小學
- 南投縣國姓鄉育樂國民小學
- 南投縣國姓鄉長福國民小學
- 南投縣國姓鄉南港國民小學
- 南投縣國姓鄉乾峰國民小學

## 交通
國道
- 水沙連高速公路
  - 國姓交流道（17）
  - 北山交流道（25）
  - 埔里交流道（34，雖位於埔里鎮，但亦可前往國姓鄉）

省道
- 台14線
- 台21線

縣市道
- 縣道133號：連接台14線與台21線，國姓鄉境內道路。
- 市道136號：台中市太平區－國姓鄉
- 縣道147號：國姓鄉－水里鄉

鄉道
- 投68線
- 投80線
- 投82線
- 投84線
- 投97線

## 旅遊

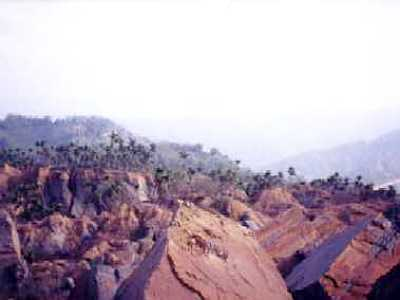
九份二山-921地震爆發處

- 九份二山：九二一地震爆發處，是九二一地震震央發生地。
- 國道六號國姓交流道「橋聳雲天」
- 清流部落
- 龍興吊橋
- 神仙橋
- 芙蓉谷瀑布
- 北圳水橋

### 步道
- 北圳步道

### 名勝
- 禪機山仙佛寺：主祀王禪老祖：燈籠天梯.敲鐘祈福.巨石蓮花座.500羅漢包圍大佛(求子).日式禪風
- 元寶土地公廟：主祀福德正神
- 國姓護國宮：主祀開台聖王
- 楞嚴宮：主祀關聖帝君
- 碧雲宮：主祀天上聖母
- 奉天宮：主祀天上聖母
- 妙音寺：主祀釋迦牟尼佛
- 國姓華山旨賜宮：主祀天公廟
- 大慈禪寺
- 妙泉寺
- 佛光山清德寺：主祀釋迦牟尼佛

### 古蹟
- 北港溪橋：是日治時期建造的糯米橋，為南投縣三級古蹟，毀於敏督莉風災。

### 休閒娛樂
- 國姓驛站咖啡展售館：國姓咖啡業者大多沒有實體店面，很難拓展個人品牌知名度，而國姓驛站為國姓鄉重要地標，處於交通要地，附廣大停車空間，設有展售平台、設計體驗活動區、咖啡故事區等空間。
- 百年茄苳神木老樹
- 李董果醋莊園
- 勇春農家
- 阿坤香茅工坊
- 新豐農場(冷泉米)
- 九二咖啡故事館
- 綠野仙境農場
- 綠恩有機棉花農場
- 泰雅渡假村
- 北港溪沙八度假村
- 神仙島遊覽谷
- 北港田園花卉休閒園區
- 北山養鹿天地休閒園區
- 春水堂-秋山居(留香樓)
- 逸和園檸檬居：以檸檬為主題，DIY體驗活動、食農教育場所、小木屋民宿

南投國姓咖啡景點:
- 92向陽高山咖啡
- 魔法咖啡
- 鐵帽咖啡:山間藝術畫廊觀景視野,望山看景.情侶約會.悠閒下午茶
- 山之寮咖啡
- 百勝村咖啡莊園
- 行者咖啡
- [[逸和園檸檬宿：咖啡屋可眺望北港溪，另有無菜單下午茶可預約享用

露營區
- 達雅奇跡星球(蘋果屋)
- 聚合居露營區
- 水長流露營區
- 山嵐謐靜
- 漾嵐山莊
- 小胖露營區
- 水秀農場
- 逸和園檸檬宿

## 外部連結
- 國姓鄉公所 （页面存档备份，存于）
- 國姓鄉公所的Facebook專頁
- YouTube上的國姓鄉公所頻道